# Solnetschny (Chanten und Mansen)
Solnetschny (russisch Солнечный) ist eine ländliche Siedlung im Autonomen Kreis der Chanten und Mansen/Jugra (Russland) mit 10.103 Einwohnern (Stand 14. Oktober 2010).

## Geographie
Die Siedlung liegt im Zentralteil des Westsibirischen Tieflandes, etwa 225 km Luftlinie ostnordöstlich des Kreisverwaltungszentrums Chanty-Mansijsk.
Solnetschny gehört zum Rajon Surgut und befindet sich  etwa 12 km westlich des Zentrums von dessen Verwaltungssitz Surgut. Der Ort selbst ist Verwaltungssitz der gleichnamigen Landgemeinde (Selskoje posselenije), zu der noch das etwa 15 km westlich unweit des rechten Ob-Ufers gelegene Dorf Saigatina mit gut 1000 Einwohnern gehört.

## Geschichte
An Stelle des heutigen Ortes existierte seit 1975 eine Siedlung mit temporären Unterkünften für Arbeiter, die in dem Gebiet Pipelines bauten, benannt Barsowo-2 nach dem drei Kilometer südlich gelegenen Ort (ab 1979 Siedlung städtischen Typs) Barsowo.
1980 wurde die Errichtung einer Plattenbau-Wohnsiedlung beschlossen. Die ersten Bauten waren 1984 bezugsfertig, und am 14. Mai 1985 erhielt der Ort seinen heutigen Namen (russisch für sonnig) und den Status einer selbständigen, (ländlichen) Siedlung (possjolok), den er trotz seines städtischen Charakters bis heute innehat.
Anfangs war die Siedlung dem Dorfsowjet Belojarski (mit Sitz in der fünf Kilometer südöstlich gelegenen Siedlung städtischen Typs Bely Jar) unterstellt, wurde aber im Rahmen des Ausbaus des Ortes Ende der 1990er-Jahre ausgegliedert.

### Bevölkerungsentwicklung
| Jahr | Einwohner |
| ---- | --------- |
| 2002 | 9.763     |
| 2010 | 10.103    |

Anmerkung: Volkszählungsdaten

## Wirtschaft
Solnetschny ist Vorwiegend Wohnvorort von Surgut mit verschiedenen Versorgungs-, Bau und Transportunternehmen.
Am nordöstlichen Ortsrand führt die Regionalstraße vorbei, die Surgut mit der Stadt Ljantor verbindet. Diese zweigt unmittelbar östlich des Ortes von der R404 ab, der wichtigsten Straßenverbindung des Autonomen Kreises, die Surgut und das gesamte Gebiet rechts des Ob mit Tjumen verbindet und wenige Kilometer südlich mit der Surguter Brücke den Ob überquert.